# Marché de Nishiki

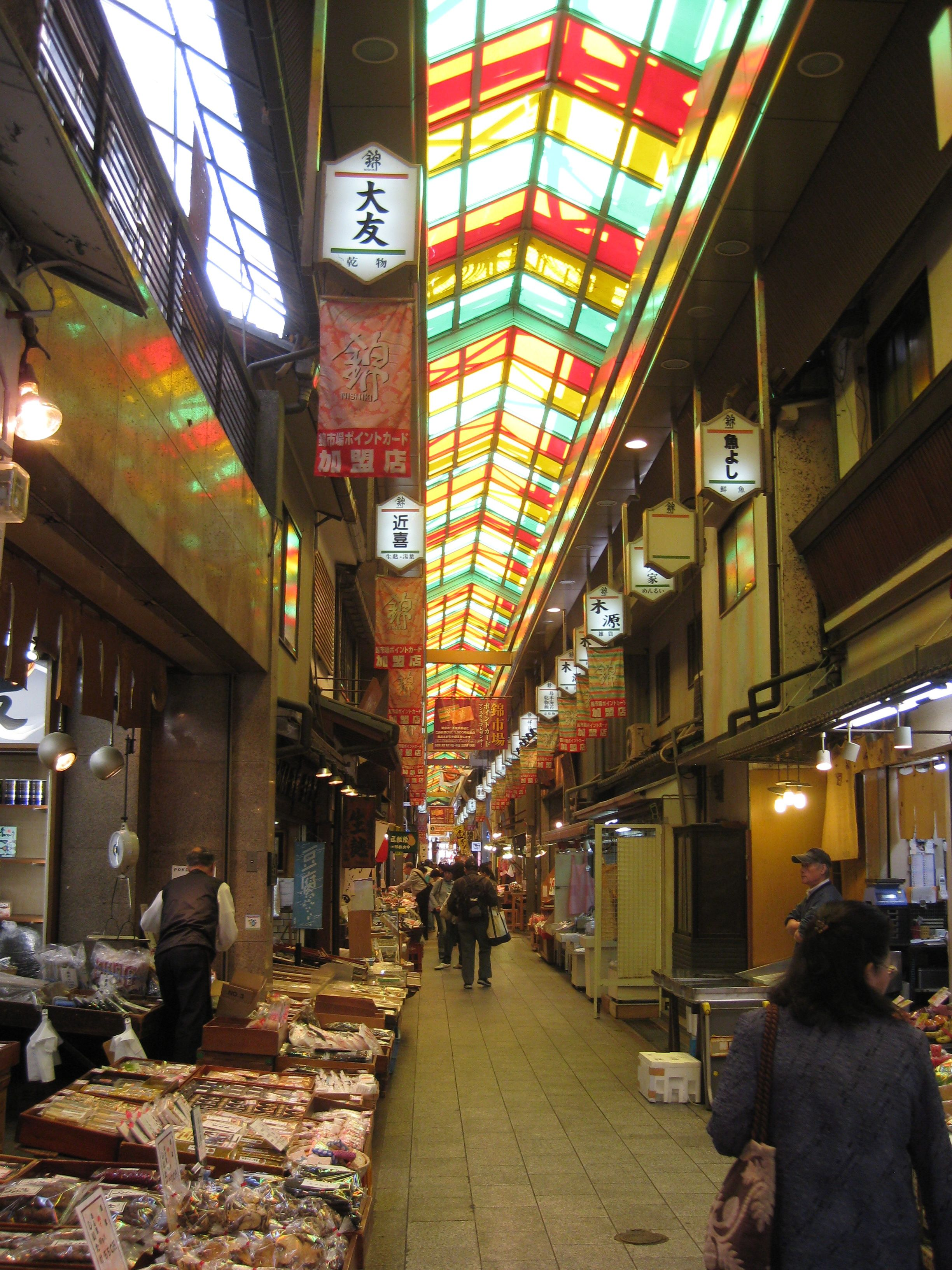
Le marché de Nishiki, vu depuis l'intérieur.

Le marché de Nishiki (錦市場, Nishiki Ichiba) est un marché situé à Kyoto, situé à l'extrémité est de la rue Nishikikōji-dōri. Riche d'histoires et de traditions, ce marché est visité à la fois par les touristes et les locaux, et présente une centaine de magasins spécialisés dans les produits de la région de Kyoto.

## Géographie

### Localisation, situation et accès
Le marché de Nishiki est situé dans le centre de Kyoto, à l'extrémité est de la Nishikikōji-dōri, et à l'ouest de la rue Teramichi, également une galerie commerçante couverte,, dans l'arrondissement de Nakagyo. Long de près de 400 mètres, le marché s'étend sur des rues pavés et est couvert par des arcades de verre coloré,. Les différents magasins sont disposés des deux côtés de la voie, qui mesure environ 3 mètres de large,, si bien que certaines devantures se touchent.

### Lieux d'intérêts

#### Restaurants et magasins
Plus d'une centaine de magasins sont situés le long du marché de Nishiki, pour la plupart installés depuis longtemps. Parmi ces derniers, Aritsugu, un magasin de coutellerie traditionnelle japonaise, a ouvert ses portes au XVIe siècle. Plusieurs autres magasins sont spécialisés dans différents types de produits alimentaires : cornichons typiques de la région, fruits de mers, stands de nourriture servant des spécialités culinaires ou marchands de thé locaux. Le marché est d'ailleurs souvent surnommé « la cuisine de Kyoto »,, en raison de l'abondance de produits alimentaires le long des arcades. Les produits peuvent être délivrés en gros pour les restaurateurs, ou en plus petites quantités pour les particuliers et les touristes,.

#### Lieux de culte
Un sanctuaire shinto, le Nishiki Tenman-gū, est situé à l'extrémité est du marché,. Plusieurs autres sanctuaires, plus petits, sont également situés dans l'enceinte du marché. Le dieu shinto Tenjin y est vénéré, ainsi que son messager qui prend la forme d'une vache. Également lié à la réussite commerciale, il trouve beaucoup de succès auprès des commerçants et des touristes du marché.

## Histoire

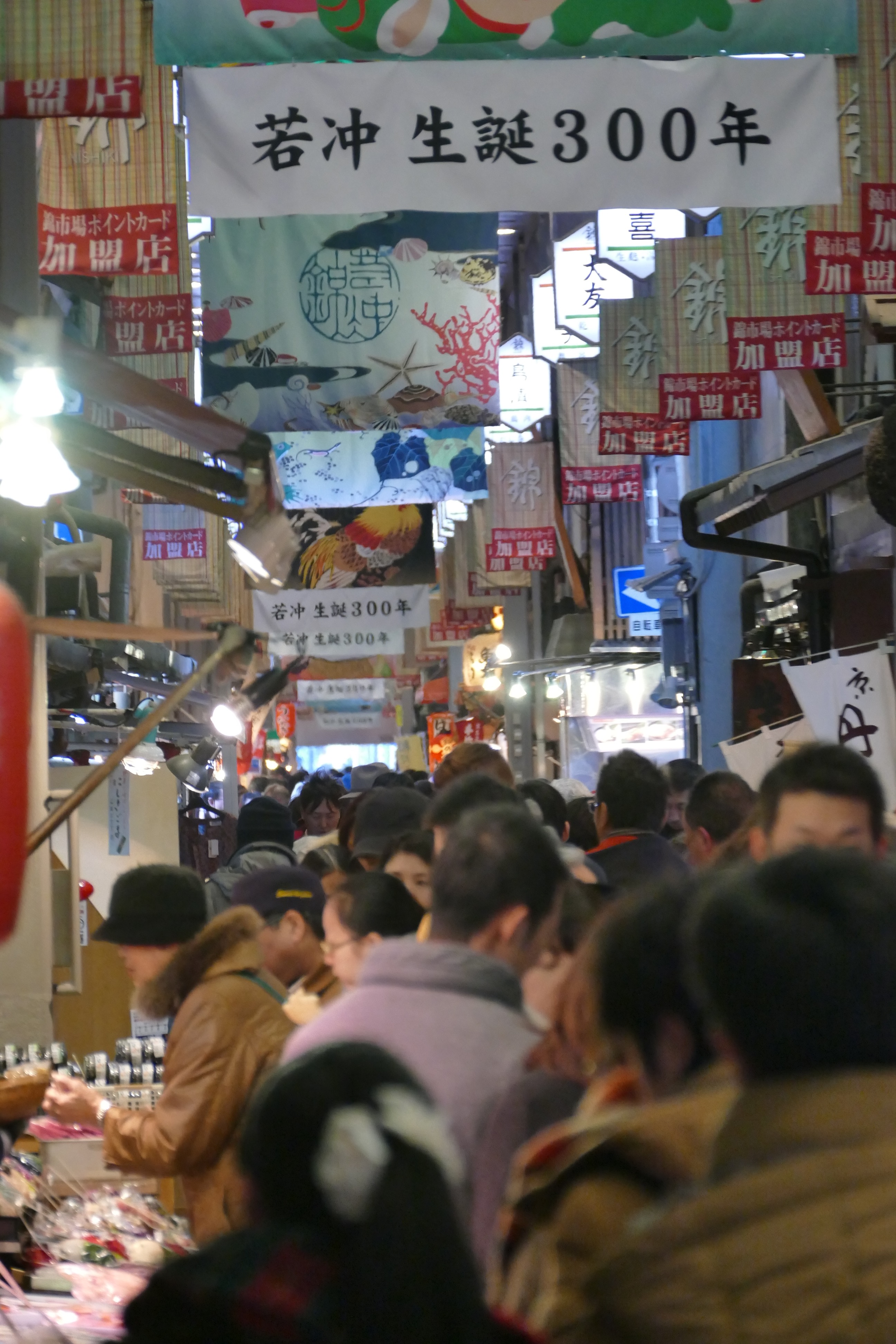
Le marché de Nishiki, avec ses plus de 30 000 visiteurs uniques par jour, est une des attractions touristiques les plus populaires de Kyoto.

De nombreux commerçants de poissons s'installent dans la zone dès l'époque de Heian, et utilisent le système d'eau souterraines froides pour conserver le poisson au frais, ainsi que pour le livrer au palais impérial. 
Cette tradition persiste pendant l' époque d'Edo, pour fournir le shogunat en poisson, et le marché couvert est officiellement établi en 1615. D'autres magasins existent depuis l'ère Meiji, et subsistent encore de nos jours, gardant une approche traditionnelle de présenter leurs marchandises,.
Durant la pandémie de coronavirus au Japon, la majorité des magasins du marché Nishiki ferment, puis le marché a subi des restrictions et des aménagements, pour limiter la congestion au niveau des différents stands.
Très prisé par les touristes, le marché de Nishiki est régulièrement bondé. En 2024, il est la première destination touristique de la ville. Plus de 30 000 visiteurs uniques visitent le marché par jour en 2022. Plusieurs circuits sont mis à disposition des touristes, pour permettre la découverte du patrimoine historique, culturel et culinaire de la région,.